# 吳承志
吳承志（1844年—1917年），字祁甫，浙江錢塘人，晚清學者、官員，師從清末經學大師俞樾，專精於經史之學，尤擅訓詁考證。光緒二年（1876）舉人，光緒十年（1884）任平陽訓導（負責縣級教育事務的從七品官員）。前後十餘年，在當地培育了大批學子。晚年定居於昆陽嶺門。
著述5種，《漢書地理志水道圖說補正》二卷、《今水經注》四卷、《橫陽札記》十卷、《山海經地理今釋》六卷，以及《遜齋文集》十二卷，由藏書家劉承干收入《求恕齋叢書》。另編有《平陽縣志》，但未能付梓刊成，其遺稿後來成為民國《平陽縣誌》修撰的基礎。